# John Palmer, 4. Earl of Selborne

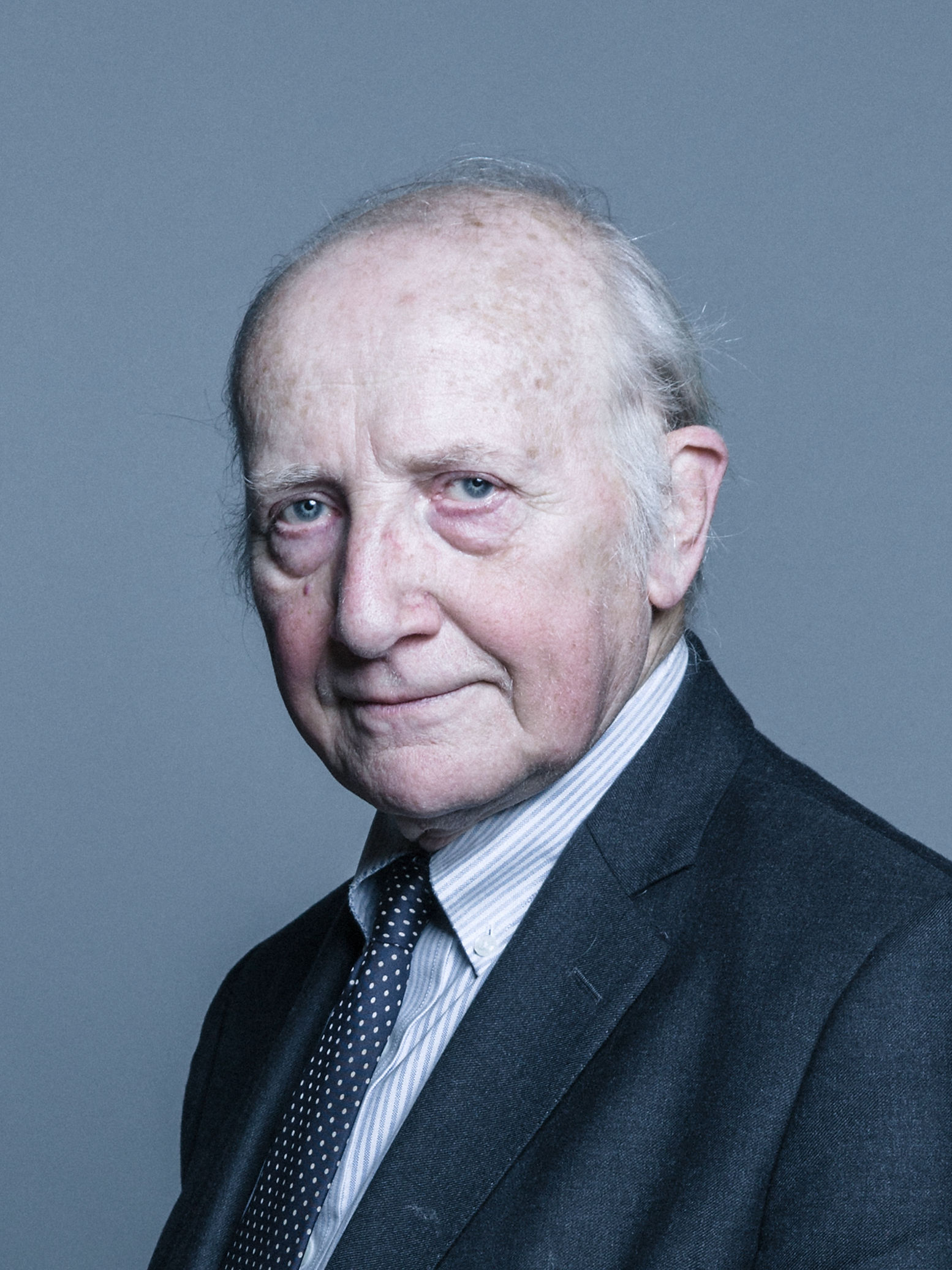
John Roundell Palmer, 4. Earl of Selborne (März 2018)

John Roundell Palmer, 4. Earl of Selborne GBE DL FRS (* 24. März 1940; † 12. Februar 2021) war ein britischer Peer und Politiker der Conservative Party, der ab 1971 Mitglied des House of Lords war.

## Leben
Palmer war der Sohn des William Matthew Palmer, Viscount Wolmer (1912–1942), und der Priscilla Egerton-Warburton (* 1915). Sein Großvater väterlicherseits war Roundell Palmer, 3. Earl of Selborne, der zwischen 1942 und 1945 Minister für die Kriegswirtschaft war. Da sein Vater bereits 1942 als Major der British Army während des Zweiten Weltkrieges starb, erbte Palmer beim Tod seines Großvaters am 3. September 1971 dessen Adelstitel als Earl of Selborne, Viscount Wolmer und Baron Selborne sowie die damit verbundene Mitgliedschaft im House of Lords. Im Oberhaus gehört er der Fraktion der Conservative Party an.
In der Zeit zwischen 1972 und 1983 engagierte er sich als Schatzmeister des Bridewell Royal Hospital sowie der King Edward’s School Witley und war darüber hinaus zwischen 1975 und 1989 Mitglied des Landwirtschafts- und Nahrungsmittelforschungsrates (Agricultural and Food Research Council), dessen Vize-Vorsitzender er 1982 wurde, ehe er schließlich von 1983 bis 1989 dessen Vorsitzender war. Daneben war er zwischen 1978 und 1982 Vorsitzender der Hopfenvermarktungsbehörde (Hops Marketing Board).
Der Earl of Selborne war seit 1982 Deputy Lieutenant von Hampshire. Am 13. Juni 1987 wurde er Knight Commander des Order of the British Empire und 1991 Fellow der Royal Society. Zwischen 1991 und 1997 war er Vorsitzender des Vereinigten Naturschutzkomitees (Joint Nature Conservation Committee) sowie zugleich von 1991 bis 1998 Präsident des Royal Institute of Public Health (RIPHH).
Während seiner Mitgliedschaft im House of Lords war er zwischen 1991 und 1993 Vorsitzender des Unterausschusses für Landwirtschaft und Ernährung, der zum Oberhausausschuss für die Europäischen Gemeinschaften gehört. Danach war er von 1993 bis 1997 Vorsitzender des Oberhausausschusses für Wissenschaft und Technologie und gehörte zugleich zwischen 1993 und 1998 der Königlichen Kommission für die Umweltverschmutzung (Royal Commission on Environmental Pollution) als Mitglied an.
Von 1994 bis 2002 war er Vorsitzender der Landwirtschaftlichen Hypothekengesellschaft (Agricultural Mortgage Corporation) und von 1994 bis 1995 gehörte er zunächst dem erweiterten Vorstand der Lloyds Bank plc sowie im Anschluss von 1995 bis 2004 der Lloyds TSB Group plc an. Ferner fungierte er in den Jahren 1996 bis 2006 als Kanzler der University of Southampton und war daneben von 1997 bis 2000 Präsident der Royal Geographical Society sowie des damals noch eigenständigen Institute of British Geographers (IBG).
Mit dem Inkrafttreten des House of Lords Act 1999 verlor er zusammen mit allen anderen erblichen Peers den automatischen Sitz im House of Lords. Er wurde jedoch als einer der 92 Erbpeers gewählt, die nach der Reform im House verblieben.
Zwischen 1999 und 2003 war er abermals Vorsitzender des Unterausschusses des House of Lords für Landwirtschaft und Ernährung und während dieser Jahre auch Mitglied der Weltkommission der UNESCO zur Ethik des wissenschaftlichen Wissens und Technologie. Ab 2006 war der Earl of Selbourne, der zwischen 2003 und 2009 Vorsitzender des Treuhandrates der Royal Botanic Gardens in Kew war, Vorsitzender der Stiftung für Wissenschaft und Technologie (Foundation for Science and Technology) und wurde darüber hinaus am 31. Dezember 2010 als Knight Grand Cross des Order of the British Empire geehrt.
Aus seiner 1969 geschlossenen Ehe mit Joanna James hinterließ er drei Söhne, nämlich seinen Titelerben William Lewis Palmer, 5. Earl of Selborne (* 1971) und die Zwillinge Hon. George Horsley Palmer (* 1974) und Hon. Luke James Palmer (* 1974), sowie eine Tochter, Lady Emily Sophia Palmer (* 1978).